# Chiricahua
Cet article concerne la langue chiricahua. Pour le peuple chiricahua, voir Chiricahuas.
Le mescalero-chiricahua, aussi appelé mescalero, chiracahua ou apache chiricahua est une  langue athapascane méridionale parlée par les Chiricahuas en Oklahoma et au Nouveau-Mexique et les Mescaleros au Nouveau-Mexique. Elle est très proche du navajo et de l'apache occidental. Au recensement de 2000, 175 Chiricahuas déclaraient parler la langue.
Le chiricahua a été décrit avec beaucoup de détails par le grand ethnologue et linguiste Harry Hoijer (1904-1976), notamment dans le Hoijer & Opler (1938 Hoijer (1946). Les textes de Hoijer et d'Opler sur le chiricahua et l'apache mescalero (comprenant une esquisse de grammaire et des contes religieux traditionnels) sont disponibles via internet, sur le site web de l'Université de Virginie.

## Consonnes
Les 31 consonnes du chiricahua :
|            |               | Bilabiales | Alvéolaires | Alvéolaires | Post-alvéolaires | Palatales | Vélaires | Glottales |
| centrales  | latérales     | Bilabiales |             |             | Post-alvéolaires | Palatales | Vélaires | Glottales |
| Stop       | unaspirated   | p          | t           |             |                  |           | k        |           |
| Stop       | aspirées      |            | tʰ          |             |                  |           | kʰ       |           |
| Stop       | éjectives     |            | t’          |             |                  |           | k’       | ʔ         |
| Fricatives | unaspirated   |            | t͡s          | tɮ          | t͡ʃ               |           |          |           |
| Fricatives | aspirées      |            | t͡sʰ         | tɬʰ         | t͡ʃʰ              |           |          |           |
| Fricatives | éjectives     |            | t͡s’         | tɬ’         | t͡ʃ’              |           |          |           |
| Nasales    | simple        | m          | n           |             |                  |           |          |           |
| Nasales    | prénasalisées | (mb)       | nd          |             |                  |           |          |           |
| Fricatives | Sourdes       |            | s           | ɬ           | ʃ                |           | x        | h         |
| Fricatives | Sonores       |            | z           | ɮ           | ʒ                | ʝ         | ɣ        |           |

### Voyelles
Les 16 voyelles du chiricahua:
|          |         | Antérieures | Antérieures | Centrales | Centrales | Postérieures | Postérieures |
| -------- | ------- | ----------- | ----------- | --------- | --------- | ------------ | ------------ |
| courte   | longue  | courte      | longue      | courte    | longue    |              |              |
| Hautes   | orales  | i           | iː          |           |           |              |              |
| Hautes   | nasales | ĩ           | ĩː          |           |           |              |              |
| Moyennes | orales  | ɛ           | ɛː          |           |           | o            | oː           |
| Moyennes | nasales | ɛ̃           | ɛ̃ː          |           |           | õ            | õː           |
| Basses   | orales  |             |             | a         | aː        |              |              |
| Basses   | nasales |             |             | ã         | ãː        |              |              |

Le chiricahua dispose de voyelles longues, de voyelles courtes, de voyelles orales ou bien encore de voyelles nasalisées.